# Старший констебль
Старший констебль (фин. vanhempi konstaapeli) — звание рядового состава полиции Финляндии. Ниже по званию находится младший констебль, выше главный констебль (фин. ylikonstaapeli). Сотрудники в звании старшего констебля выполняют обязанности по патрулированию, обеспечению общественного порядка, расследованию мелких правонарушений, а также участвуют в специальных операциях. Это звание обычно присваивается сотрудникам, имеющим определённый опыт службы и продемонстрировавшим высокую профессиональную подготовку.